# سچکین اوزدمیر
سچکین اوزدمیر (به ترکی: Seçkin Özdemir) (زاده ۲۵ اوت ۱۹۸۱) روز 3 شهریور 1360 در شهر استانبول ترکیه به عنوان فرزند آخر زاده شد و دو خواهر و یک برادر دارد و بازیگر ترک و مجری سابق تلویزیون، شخصیت رادیو و دی جی است وی فارغ التحصیل رشته اقتصاد از دانشگاه کوجائلی ([./Https://en.wikipedia.org/wiki/Kocaeli_University kocaeli university]) می باشد . مادر وی در یونان زاده شد و خانه دار است و  پدرش اهل سینوپ صنعتگر است و  به ترکیه مهاجرت کردند. سچکین با بازی در چندین مجموعه تلویزیونی بسیار موفق، شامل دختری با روسری قرمز (۲۰۱۱)، حکایت یک عشق (۲۰۱۳)، گناهکار (۲۰۱۴)، عشق تلخ (۲۰۱۵) و موسس عثمان (۲۰۲۰) خود را به عنوان یک بازیگر برجسته در ترکیه تثبیت کرده‌است. این بازیگر ترکیه ای 181 سانتی متر قد و‌ 72 کیلوگرم‌ وزن دارد.

## فیلم‌شناسی
تلویزیون
| سال       | عنوان                | عنوان ترکی       | نقش            | توضیحات بیشتر |
| --------- | -------------------- | ---------------- | -------------- | ------------- |
| ۲۰۰۸      | رز وحشی              | Yaban Gülü       | بوراک          | نقش مکمل      |
| ۲۰۱۱–۲۰۱۲ | بیا بنویسیم          | Al Yazmalım      | ایلیاس آوچی    | نقش اصلی      |
| ۲۰۱۲      | قرن باشکوه           | Muhteşem Yüzyıl  | لئو            | نقش مکمل      |
| ۲۰۱۳–۲۰۱۴ | حکایت یک عشق         | Bir Aşk Hikâyesi | کورکوت علی     | نقش اصلی      |
| ۲۰۱۴      | گناهکار              | Günahkar         | علی یوسف تان   | نقش اصلی      |
| ۲۰۱۵      | راجون برای خانواده‌ام | Racon Ailem İçin | عدنان کورهان   | نقش اصلی      |
| ۲۰۱۵–۲۰۱۶ | عشق تلخ              | Acı Aşk          | بولوت          | نقش اصلی      |
| ۲۰۱۶–۲۰۱۷ | عشق اجاره‌ای          | Kiralık Aşk      | پامیر ماردن    | نقش مکمل      |
| ۲۰۱۷      | کرم شب تاب           | Ateşböceği       | باریش بوکا     | نقش اصلی      |
| ۲۰۱۸      | همسر خطرناکم         | Tehlikeli karım  | آلپر           | نقش اصلی      |
| ۲۰۱۸      | دل شکستگی‌ها          | Can Kırıkları    | اصلان          | نقش اصلی      |
| ۲۰۱۹      | گذشته عزیز           | Sevgili Geçmiş   | سینان مالک     | نقش اصلی      |
| ۲۰۲۰      | خدمتکاران            | Hizmetçiler      | ییگیت آتاهانلی | نقش اصلی      |
| ۲۰۲۰      | موسس عثمان           | Kuruluş: Osman   | فلاتیوس        | نقش مکمل      |
| ۲۰۲۱      | بلای جان             | Baş Belası       | شاهین کارا     | نقش اصلی      |

| سال  | عنوان         |                 | نقش   | توضیحات بیشتر |
| ---- | ------------- | --------------- | ----- | ------------- |
| ۲۰۱۷ | یک نفس کافیست | Bir Nefes Yeter | یامان | نقش اصلی      |
| ۲۰۱۸ | خپل بامزه     | Bücür           | مورات | نقش اصلی      |